# 王忻
王忻，山東章丘縣人。清朝政治人物、進士出身。

## 生平
順治二年（1645年）舉乙酉科山東鄉試，順治三年（1646年）聯登丙戌科進士。授江西宜春縣知縣。